# Bob Adams (Mittelstreckenläufer)
Bob Adams (* 27. Mai 1942) ist ein ehemaliger britischer Mittelstreckenläufer, der sich auf die 800-Meter-Distanz spezialisiert hatte.
1969 wurde er Vierter bei den Europäischen Hallenspielen in Belgrad und schied bei den Leichtathletik-Europameisterschaften in Athen im Vorlauf aus.
Bei den British Commonwealth Games 1970 in Edinburgh erreichte er für Wales startend das Halbfinale.
1969 wurde er Englischer Hallenmeister über 800 m und von 1967 bis 1971 fünfmal in Folge Walisischer Meister über 880 Yards bzw. 800 m.

## Persönliche Bestzeiten
- 800 m: 1:46,8 min, 9. August 1969, Carmarthen
  - Halle: 1:49,2 min, 8. März 1969, Belgrad